# Частини мови
Части́ни мо́ви — великі за обсягом класи слів, об'єднаних спільністю загального граматичного значення і його формальних показників.

## Принципи поділу на частини мови
1. Смисловий (семантичний, лексичний) — характеризує лексичне значення слова або його відсутність; що слово називає: предмет, його ознаку, кількість, дію чи стан тощо.
2. Морфологічний — своєрідність граматичної (морфологічної) форми слова: носієм яких граматичних значень є слово.
3. Синтаксичний — типова синтаксична функція слова: у ролі якого члена речення воно найчастіше виступає.
4. Словотворчий — специфічні для певної групи слів способи творення та словотворчі засоби.

Отже, в основу поділу слів на частини мови покладено принцип єдності лексичного і граматичного значень слова, тобто найістотніші ознаки, що характеризують слово як одиницю мови.

## Класифікація
В українській мові відокремлюються дванадцять частин мови; 6 самостійних, 3 — службових та 3 — окремих:
- самостійні (повнозначні), оскільки слова з цих частин мови можуть виконувати синтаксичні ролі членів речення (підмет, присудок, додаток, означення та обставини)
  - іменник — хто?, що? Змінювана за відмінками та родами.
  - прикметник — який?, яка?, чий? Змінювана за відмінками та родами.
  - числівник — скільки? котрий? Змінювана за відмінками.
  - займенник — хто? що? який? чий? котрий? скільки? Змінювана за відмінками та родами.
  - дієслово, дієприкметник, дієприслівник — що робити? що зробити? Змінювана за особами та родами, окрім дієприслівника.
  - прислівник — де? коли? чому? як? Незмінювана.
- службові (допоміжні) слова не виконують синтаксичних ролей у реченні, до них не можна поставити питань, є незмінюваними
  - сполучник
  - прийменник
  - частка;
- окремі
  - вигук
  - модальник
  - станівник

П'ять частин мови об'єднують змінювані слова (ті, що відмінюються і дієвідмінюються) — це іменник, прикметник, числівник, займенник і дієслово. Решта частини мови є класами незмінюваних слів.
Частини мови, слова яких відмінюються, називаються іменними. Це — іменник, прикметник, числівник і займенник.